# Il messaggio del rinnegato
Il messaggio del rinnegato (The Redhead and the Cowboy) è un film western del 1951 diretto da Leslie Fenton.

## Produzione
Il film, diretto da Leslie Fenton su una sceneggiatura di Jonathan Latimer e Liam O'Brien e un soggetto di Charles Marquis Warren, fu prodotto da Irving Asher per la Paramount Pictures e girato a Sedona, Arizona, dal 25 aprile a fine maggio 1950. Il titolo di lavorazione fu Beyond the Sunset.

## Distribuzione
Il film fu distribuito con il titolo The Redhead and the Cowboy negli Stati Uniti nel Marzo 1951 al cinema dalla Paramount Pictures.
Altre distribuzioni:
- in Svezia il 12 novembre 1951 (Attack i gryningen)
- in Danimarca il 10 dicembre 1951
- in Finlandia il 22 febbraio 1952 (Hyökkäys aamunkoitteessa)
- nelle Filippine il 10 giugno 1952
- in Portogallo il 1º luglio 1952 (A Mensagem dos Renegados)
- in Francia il 25 luglio 1952 (L'homme du Missouri) (Tête d'or et tête de bois)
- in Germania Ovest il 17 luglio 1964 (Der Revolvermann)
- in Austria il 21 agosto 1964 (Der Revolvermann)
- in Belgio (De man van Missouri) (De roodharige en de cow-boy) (L'homme du Missouri) (La belle aux cheveux roux)
- in Brasile (A Mensagem dos Renegados)
- in Cile (El vaquero y la pelirroja)
- in Spagna (La pelirroja y el vaquero)
- in Grecia (Kataskopoi tou frouriou Jackson)
- in Italia (Il messaggio del rinnegato)